# Herpy-l'Arlésienne
Herpy-l'Arlésienne is een gemeente in het Franse departement Ardennes (regio Grand Est) en telt 172 inwoners (2004). De plaats maakt deel uit van het arrondissement Rethel.

## Geografie
De oppervlakte van Herpy-l'Arlésienne bedraagt 10,5 km², de bevolkingsdichtheid is 16,4 inwoners per km².
De onderstaande kaart toont de ligging van Herpy-l'Arlésienne met de belangrijkste infrastructuur en aangrenzende gemeenten.

## Demografie
Onderstaande figuur toont het verloop van het inwonertal (bron: INSEE-tellingen).
Vanwege een beveiligingsprobleem met de MediaWiki Graph-software is het momenteel niet mogelijk deze grafiek weer te geven. Zodra de software is bijgewerkt zal de grafiek vanzelf weer zichtbaar worden.

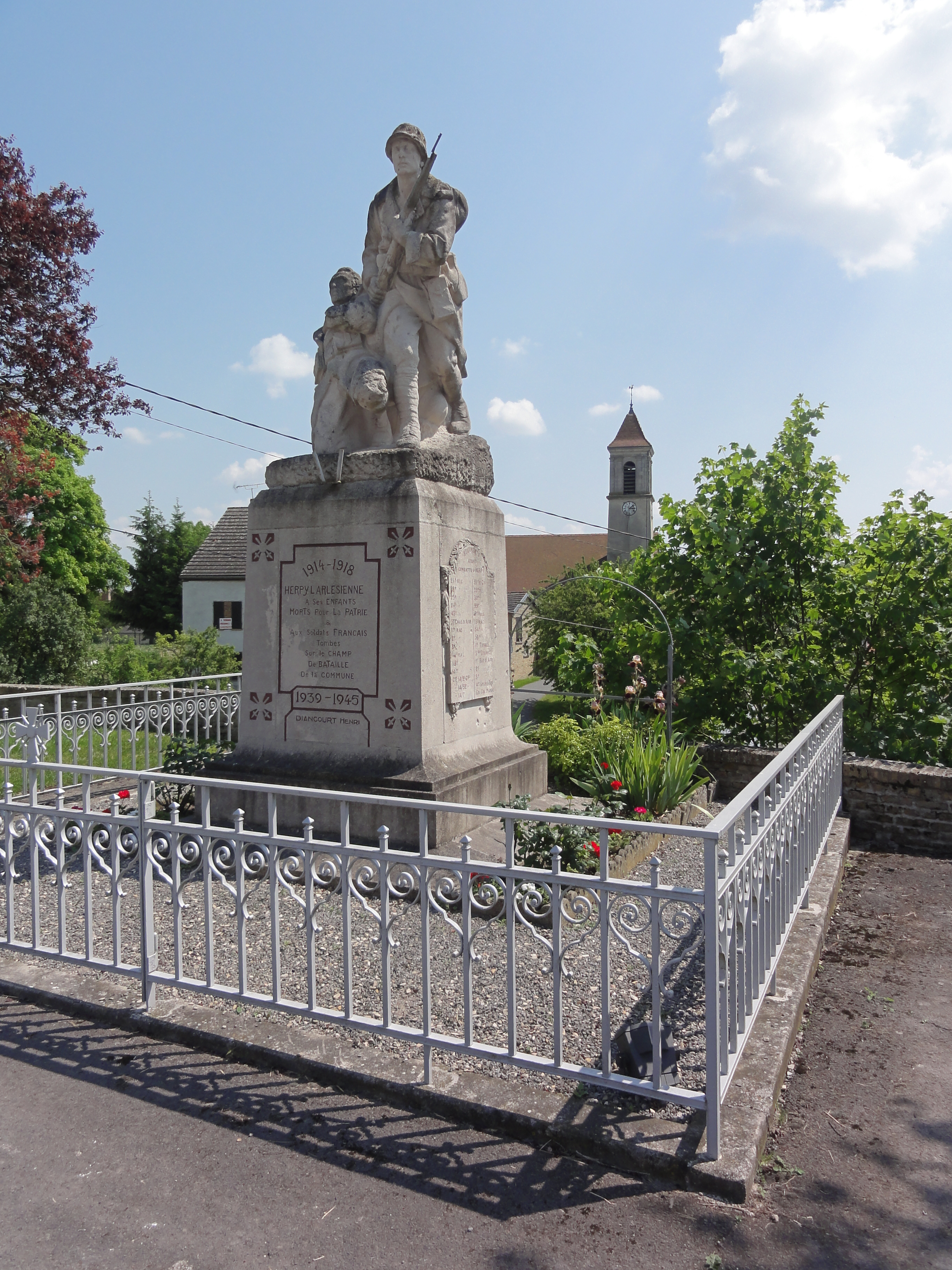
Oorlogsmonument
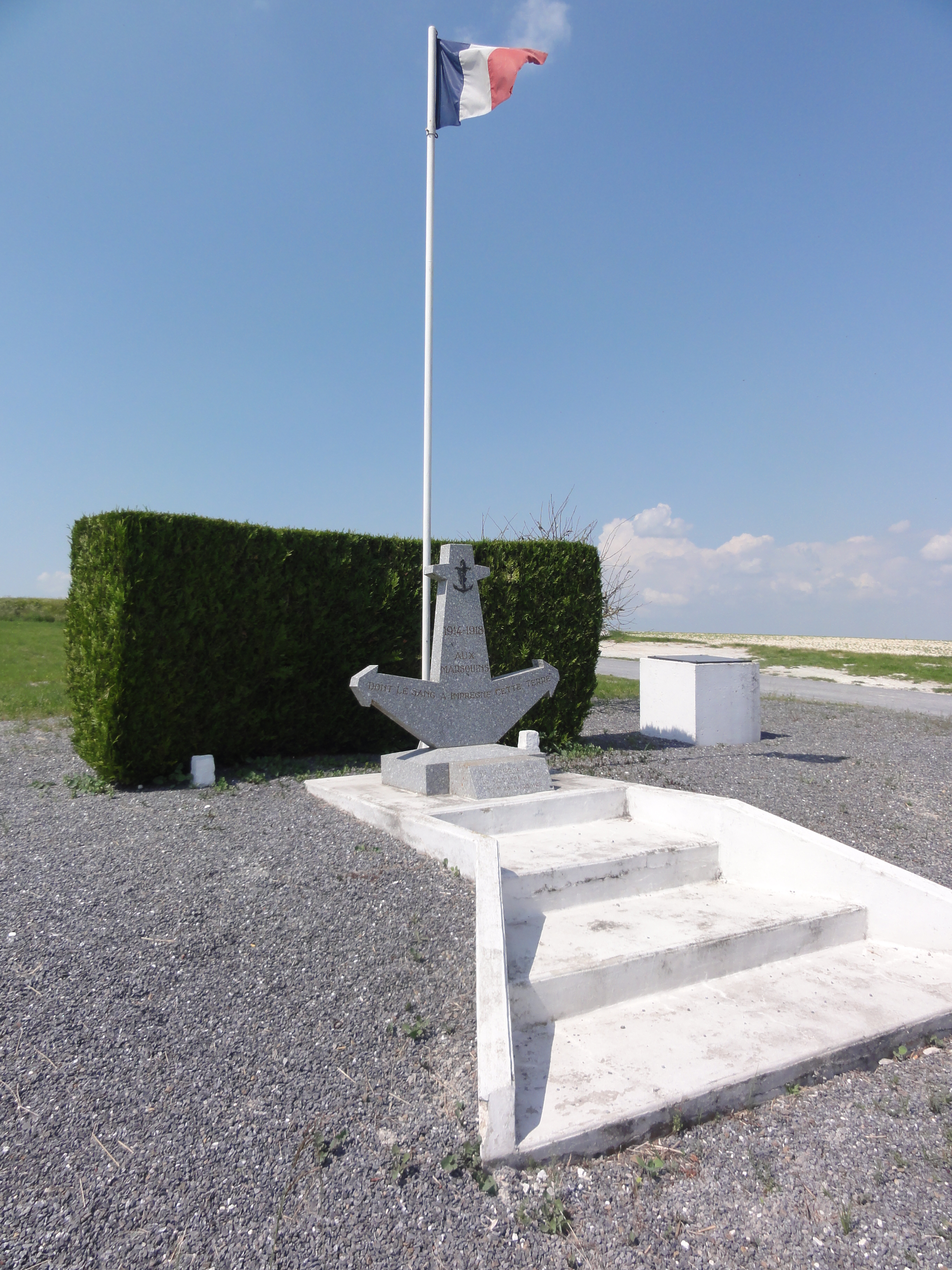
Monument voor de mariniers van Saint-Malo